# Lajos Vajda
Dans le nom hongrois Vajda Lajos, le nom de famille précède le prénom, mais cet article utilise l’ordre habituel en français Lajos Vajda, où le prénom précède le nom.
 (septembre 2023).
La mise en forme du texte ne suit pas les recommandations de Wikipédia : il faut le « wikifier ».
Les points d'amélioration suivants sont les cas les plus fréquents. Le détail des points à revoir est peut-être précisé sur la page de discussion.
- Les titres sont pré-formatés par le logiciel. Ils ne sont ni en capitales, ni en gras.
- Le texte ne doit pas être écrit en capitales (les noms de famille non plus), ni en gras, ni en italique, ni en « petit »…
- Le gras n'est utilisé que pour surligner le titre de l'article dans l'introduction, une seule fois.
- L'italique est rarement utilisé : mots en langue étrangère, titres d'œuvres, noms de bateaux, etc.
- Les citations ne sont pas en italique mais en corps de texte normal. Elles sont entourées par des guillemets français : « et ».
- Les listes à puces sont à éviter, des paragraphes rédigés étant largement préférés. Les tableaux sont à réserver à la présentation de données structurées (résultats, etc.).
- Les appels de note de bas de page (petits chiffres en exposant, introduits par l'outil «  Source ») sont à placer entre la fin de phrase et le point final[comme ça].
- Les liens internes (vers d'autres articles de Wikipédia) sont à choisir avec parcimonie. Créez des liens vers des articles approfondissant le sujet. Les termes génériques sans rapport avec le sujet sont à éviter, ainsi que les répétitions de liens vers un même terme.
- Les liens externes sont à placer uniquement dans une section « Liens externes », à la fin de l'article. Ces liens sont à choisir avec parcimonie suivant les règles définies. Si un lien sert de source à l'article, son insertion dans le texte est à faire par les notes de bas de page.
- La présentation des références doit suivre les conventions bibliographiques. Il est recommandé d'utiliser les modèles {{Ouvrage}}, {{Chapitre}}, {{Article}}, {{Lien web}} et/ou {{Bibliographie}}. Le mode d'édition visuel peut mettre en forme automatiquement les références.
- Insérer une infobox (cadre d'informations à droite) n'est pas obligatoire pour parachever la mise en page.

Pour une aide détaillée, merci de consulter Aide:Wikification.
Si vous pensez que ces points ont été résolus, vous pouvez retirer ce bandeau et améliorer la mise en forme d'un autre article.
Pour l’article ayant un titre homophone, voir Vajda.
Lajos Vajda (né le 6 août 1908 à Zalaegerszeg − mort le 7 septembre 1941 à Budakeszi) est un peintre et graphiste hongrois. De 1927 à 1930, il est l'élève d'István Csók à l'université hongroise des beaux-arts.
Il séjourne à Paris entre 1930 et 1934 et, outre les tendances les plus récentes de la peinture française, il se familiarise avec les œuvres remarquables du cinéma réaliste russe. Cela l'incite à créer ses photomontages dramatiques sur les grands cataclysmes de l'humanité, la guerre, la faim, la violence armée et la misère noire.
À partir de 1934, il collectionne des motifs d'art populaire à Szentendre et Szigetmonostor. Dans son style, l'art populaire et les symboles chrétiens orthodoxes, catholiques romains et juifs sont combinés avec des éléments abstraits et surréalistes. Ses derniers dessins abstraits surréalistes annoncent les horreurs de la Seconde Guerre mondiale. Il meurt de la tuberculose en 1941.
« Son art est imprégné des questions cruciales de son époque. La principale caractéristique de son picturisme est qu'il marque à la fois les vibrations et les séismes cataclysmiques de l'histoire avec une sensibilité sismographique. Mais la formidable énergie de ces formes rebelles est en guerre contre la destruction jusqu'au dernier moment.»

## Biographie

### Situation personnelle
Lajos Lajda est né dans une famille juive le 6 août 1908 dans la ville de Zalaegerszeg, alors en Autriche-Hongrie. Il est le fils d'Emánuel Vajda, greffier au tribunal de comté local, et de Judit Fürst. Lajos Vajda a trois frères et sœurs. Selon Júlia Vajda : «  Il a commencé à dessiner régulièrement à l'âge de quatre ou cinq ans, dessinant des illustrations de contes de fées après motif. Plus tard, il a réalisé diverses reproductions originales avec une technique précise et disciplinée ». Dans ses premiers dessins, il y a des navires de guerre, des signes de bataille, et plus tard il a capturé son environnement et les membres de sa famille.
En 1916, la famille déménage au royaume de Serbie, alors sous occupation militaire austro-hongroise. À Belgrade, Lajos Vajda fréquente une école serbe, puis une école allemande. Il écrit à son amoureuse, Julia Richter. K. Guvermentalschule in Belgrade, Kraljica Natlia ulica III. und IV. Klasse" . Il réalise ses premiers dessins connus en 1917. Plus tard, sa famille s'installe à Valjevo, une ville de l'ouest de la Serbie.
Selon Júlia Vajda : « Pendant six ans, de 1917 à 23, ils ont été démunis à Belgrade, puis à Valjevo. Lajos a ainsi effectué ses troisième et quatrième années de scolarité élémentaire en allemand, à l'école oszták de Belgrade. Il va également à l'école secondaire en Serbie, et est un excellent élève. Il s'intéresse particulièrement à l'histoire et à la géographie. Il y apprend à connaître les églises orthodoxes grecques et les icônes. À cette époque, il peint principalement des portraits et dessine d'après modèle. Les enseignants et les experts augurent d'un grand avenir pour ce garçon. »
En 1922, Lajos Vajda et sa famille retournent en Hongrie. Emánuel Vajda et Judit Fürst s'installent à Zalaegerszeg puis à Szentendre, tandis que Lajos Vajda étudie à l'école de dessin de Budapest de l'OMIKE, l'Association éducative juive hongroise. Le jeune homme talentueux[non neutre], soutenu par ses professeurs, étudie sous la direction du maître Herman Lipót à l'école libre de l'OMIKE (Association culturelle publique israélite nationale hongroise). Ses œuvres de 1923-1925 montrent déjà une capacité de dessin supérieure.[non neutre]
Les Serbes fuyant les Turcs à la fin du XVIIe siècle sont venus à Szentendre et ont construit « sept églises grecques orthodoxes, qui caractérisent encore l'image de la ville sur le Danube. Les icônes qu'ils contiennent évoquent des souvenirs d'enfance de Vajdas, et leur hanulat imprègne l'univers formel de l'artiste qui s'est déployé ici. » Selon Júlia Vajda, « L'architecture de Szentendre est distinctive en soi. Tout l'être de Lajos, son esprit, était attaché à cette ville, qu'il considérait comme la sienne. ».
En 1925-1926, Laos Vajda tombe malade de la tuberculose osseuse et est opéré sept fois. « À l'âge de dix-sept ans, il est sorti pour peindre, a été surpris par un orage, est rentré trempé jusqu'aux os et n'a pas changé de vêtements. Il tombe alors gravement malade et est hospitalisé peu après, où il est soigné pendant six mois. »
En 1927, Judit Fürst meurt. « Peu de temps après, en 1927, sa mère, qu'il aimait tendrement et dont il a porté le deuil pour le reste de sa vie, est morte. » Il passe l'été à Valjevo chez son frère, Miklós.

### Formation
En 1928, Laos Vajda intègre l'Académie royale des arts de Hongrie, où il devient l'élève d'István Csók, et se lie d'amitié avec Dezső Korniss, György Kepes, Sándor Trauner et Béla Hegedüs, avec qui il commence à fréquenter les manifestations du cercle Munka, un groupement d'avant-garde dirigé par Lajos Kassák. D'après Júlia Vajda : « Du point de vue de leur vision du monde, ils étaient socialistes, artistiquement, ils étaient les adeptes du constructivisme. » Il participe à l'exposition des étudiants de l'établissement. Les œuvres qui y sont présentées provoquent les critiques acerbes des artistes conservateurs et des amateurs d'art.
En mai 1929, à l'initiative de professeurs conservateurs, mécontents d'István Csók et de János Vaszary, le Comité de contrôle de l'État mène une enquête à l'Académie, et Lajos Vajda est expulsé du collège avec ses amis. Il participe à l'exposition de la KÚT, groupe de jeunes artistes défendant les tendances modernes de l'art, qui a lieu au Salon national. Les étudiants « expulsés » tentent une représentation commune à la galerie Tamás.

### Séjour à Paris

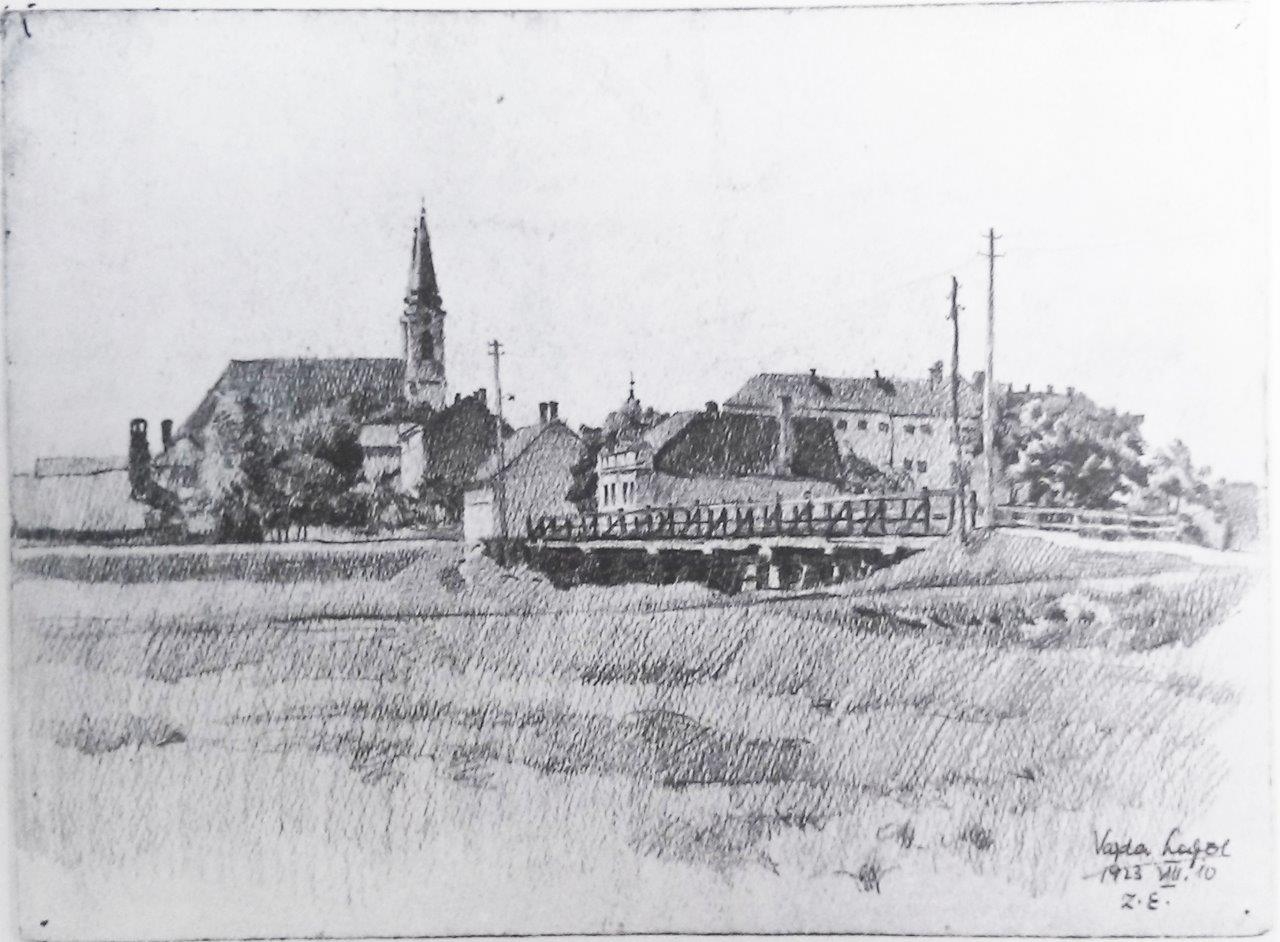
Paysage urbain de Zalagerszeg, 1923, crayon, papier, 218 x 298 mm

À l'automne 1930, il se rend à Paris, en France, et y vit jusqu'au printemps 1934, dans un hôtel bon marché du Quartier latin. Il rencontre le philosophe Lajos Szabó qui a une grande influence sur sa démarche artistique. Influencé par Sergei Eisenstein et Vsevolod Pudovkin et réalisant qu'il n'a aucune chance de faire des films, il commence à faire des montages photo. D'après Júlia Vajda : « Ses circonstances matérielles étaient si mauvaises qu'il ne pouvait subvenir à ses besoins qu'avec un régime alimentaire médiocre, et il y eut une période où il ne mangea rien pendant quelques jours et resta au lit à cause de sa faiblesse. / Comme beaucoup d'autres, il fait des petits boulots pour joindre les deux bouts. (...) Ses deux musées préférés sont le musée d'anthropologie, le Musée de l'Homme et le Musée national des Arts asiatiques - Guimet » et « Il n'a pas essayé d'entrer dans le monde de l'art en maîtrisant certains des trucs à la mode de la peinture moderne, le commerce de l'art ».

### Retour en Hongrie
En 1934, il rentre en Hongrie physiquement meurtri mais artistiquement rechargé et préparé[réf. nécessaire]. Les années qui suivent sont difficiles : en raison de ses origines juives et de ses convictions artistiques, Lajos Vajda ne peut pas compter sur le soutien officiel de l'État. Au cours de l'été 1935, il commence à dessiner des motifs de Szentendre et des villages environnants avec le peintre Dezső Korniss. À l'automne 1935, il rencontre l'artiste peintre Júlia Richter, qu'il épouse le 9 janvier 1938.
En 1935-1936, en collaboration avec Dezső Korniss, il développe une nouvelle approche de l'art, visant à créer un nouvel art en Europe centrale et orientale, un pont entre l'Orient et l'Occident, entre la tradition byzantine et préclassique et l'avant-garde. En 1936, il présente son autoportrait emblématique à l'exposition de la KÚT, mais le jury refuse d'exposer sa peinture. « Le jury a rejeté la photo au motif qu'elle était talentueuse mais immature. Deux ans plus tard, la même chose se reproduit. »
Au cours de l'automne 1937, la première exposition en atelier de Lajos Vajda a lieu avec l'aide de Imre Ámos, Margit Anna. Un changement notable dans son art commence vers 1937. Sa relation avec Dezső Korniss se détériore.
En 1937-1938, son père lui retire le soutien financier qui lui avait permis de vivre jusque-là. Il travaille comme artiste de phase pour le film d'animation de Gyula Macskássy pour 30 pengős par semaine.

### Maladie et mort
En septembre, il est appelé au service du travail, mais est libéré au bout de trois semaines en raison de son état de santé. "Il est envoyé au nouvel hôpital St. John. Il est malade depuis huit mois. D'après Júlia Vajda : « (...) Cinq jours avant sa mort, il m'a dit qu'il ne resterait pas une minute de plus à l'hôpital et que je devais le ramener "chez lui", dans mon appartement loué. Le médecin m'a dit que je pouvais le ramener à la maison, que son état était désespéré et que je devais prendre soin de moi. (...) Les locataires de la maison étaient en colère contre moi pour avoir amené un homme mourant dans l'appartement. J'ai appelé le sanatorium de Budakeszi. L'ambulance nous a emmenés là-bas. C'était samedi matin ».

Il meurt le 7 septembre 1941 au sanatorium pulmonaire de Budakeszi. « Le lendemain matin, quand je suis monté à l'étage, il y avait la messe du dimanche sur le sol. Je lui ai demandé s'il voulait écouter. Si uyganetr[Quoi ?] l'entendait gentiment, oui. Il n'a presque rien dit de toute la journée. Il ne s'accroche plus aux vivants, il parle de sa mère. Il est mort très calmement. » .

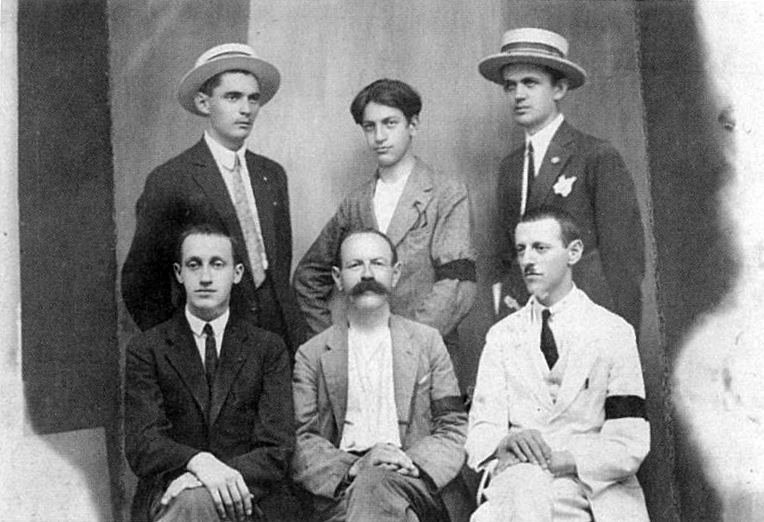
Lajos Vajda avec sa famille après la mort de sa mère, 1927
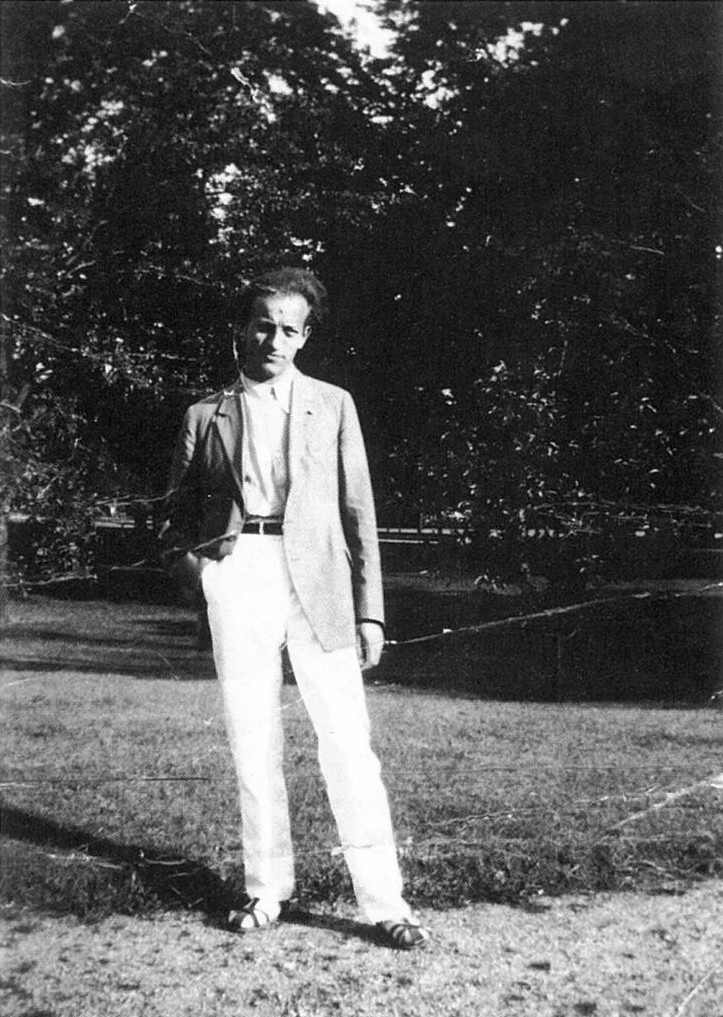
Lajos Vajda, 1936
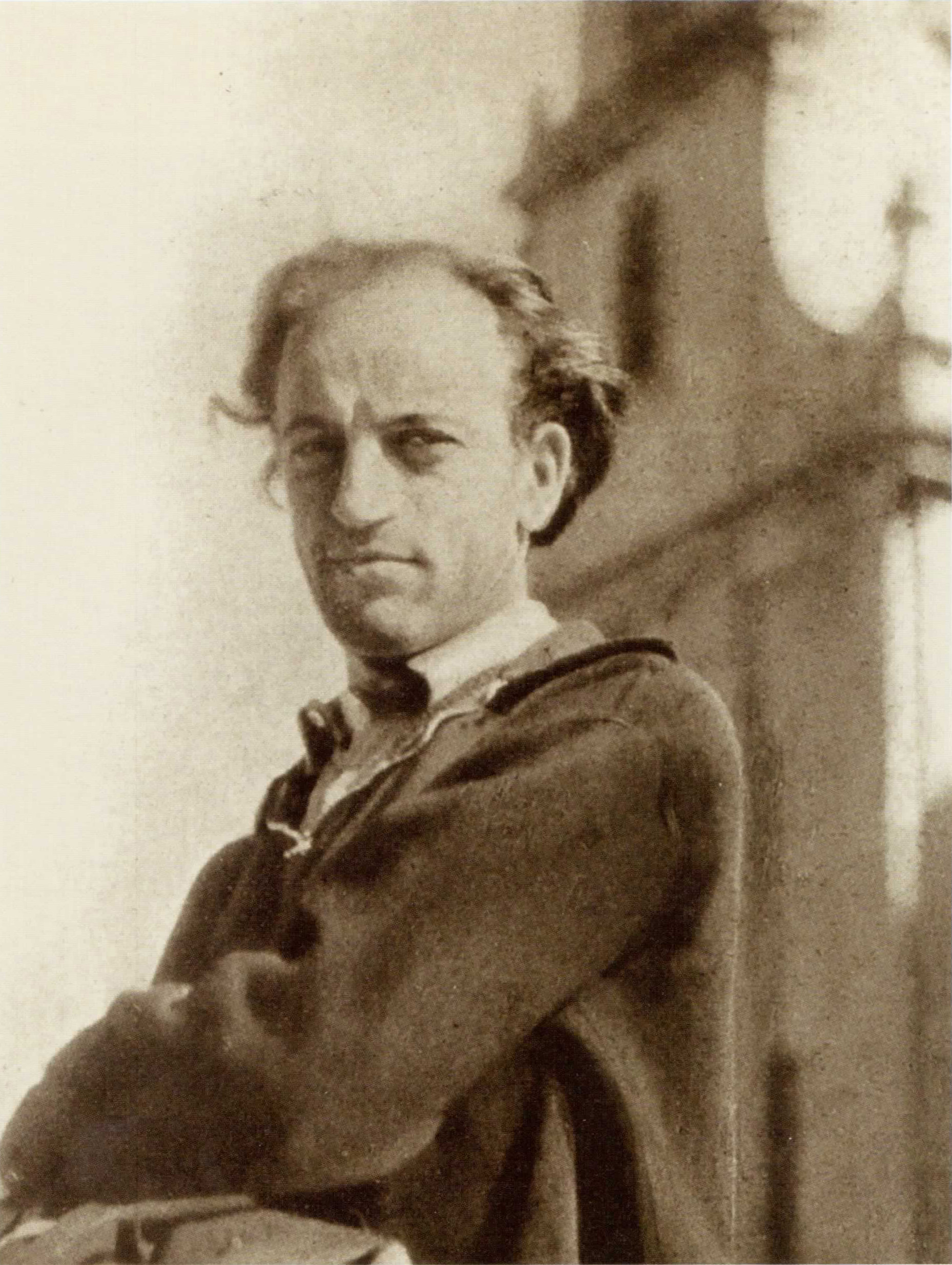
Lajos Vajda à Szentendre, 1939

## Postérité
En 1943, Ernő Kállai organise une exposition commémorative en son honneur dans la Maison des artistes du travail. En 1946, Lajos Vajda est élu membre honoraire de l'École européenne. De 1948 à 1969, il est ignoré par le monde artistique officiel. Son œuvre est conservée par Júlia Vajda pendant près de deux décennies.En 1969, le musée du roi István à Székesfehérvár organise la première exposition de Lajos Vajda en son sein.

## Périodes artistiques[14]

### Photomontages (1930-1933)

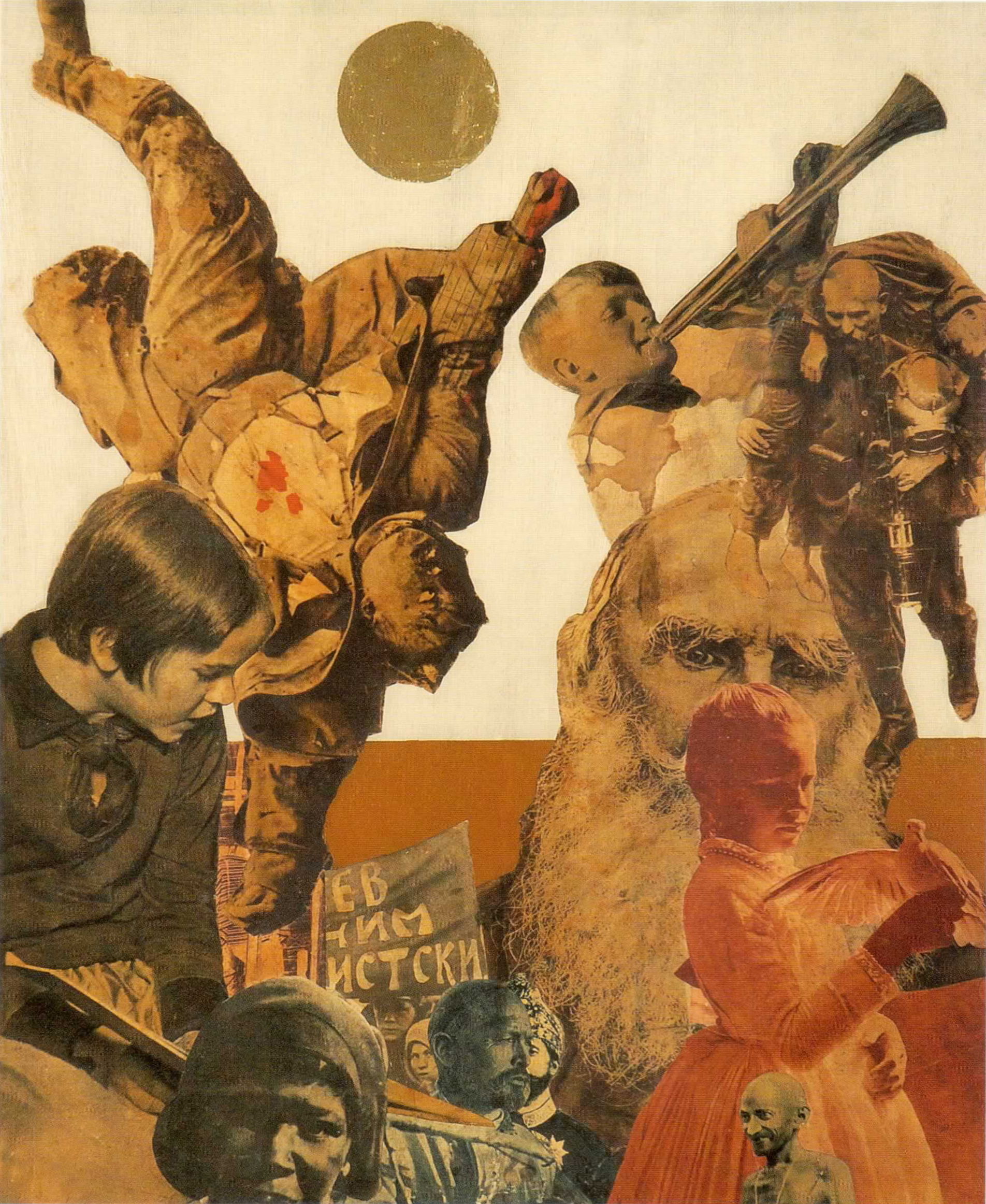
Tolstoï et Gandhi, 1930-33, montage photo, plaque de bois

Lajos Vajda voit dans l'art du cinéma « l'expression la plus appropriée des nouvelles aspirations de cette période ». « (...) Le cinéaste, qui crée des liens dans l'éparpillement aléatoire des objets et des destins, est capable de créer une nouvelle vision artistique du monde. » 
Dans les photomontages de Lajos Vajda, "les forces extrêmes du monde humain apparaissent dans une simultanéité dramatique : bébés morts et vieillards décrépits, couteaux et pain, fusils et oiseaux, tigres et lys - la loi de la jungle de la lutte pour l'existence et la composition de la tisane fleurie en diagonales tendues." 

### Natures mortes (1934)

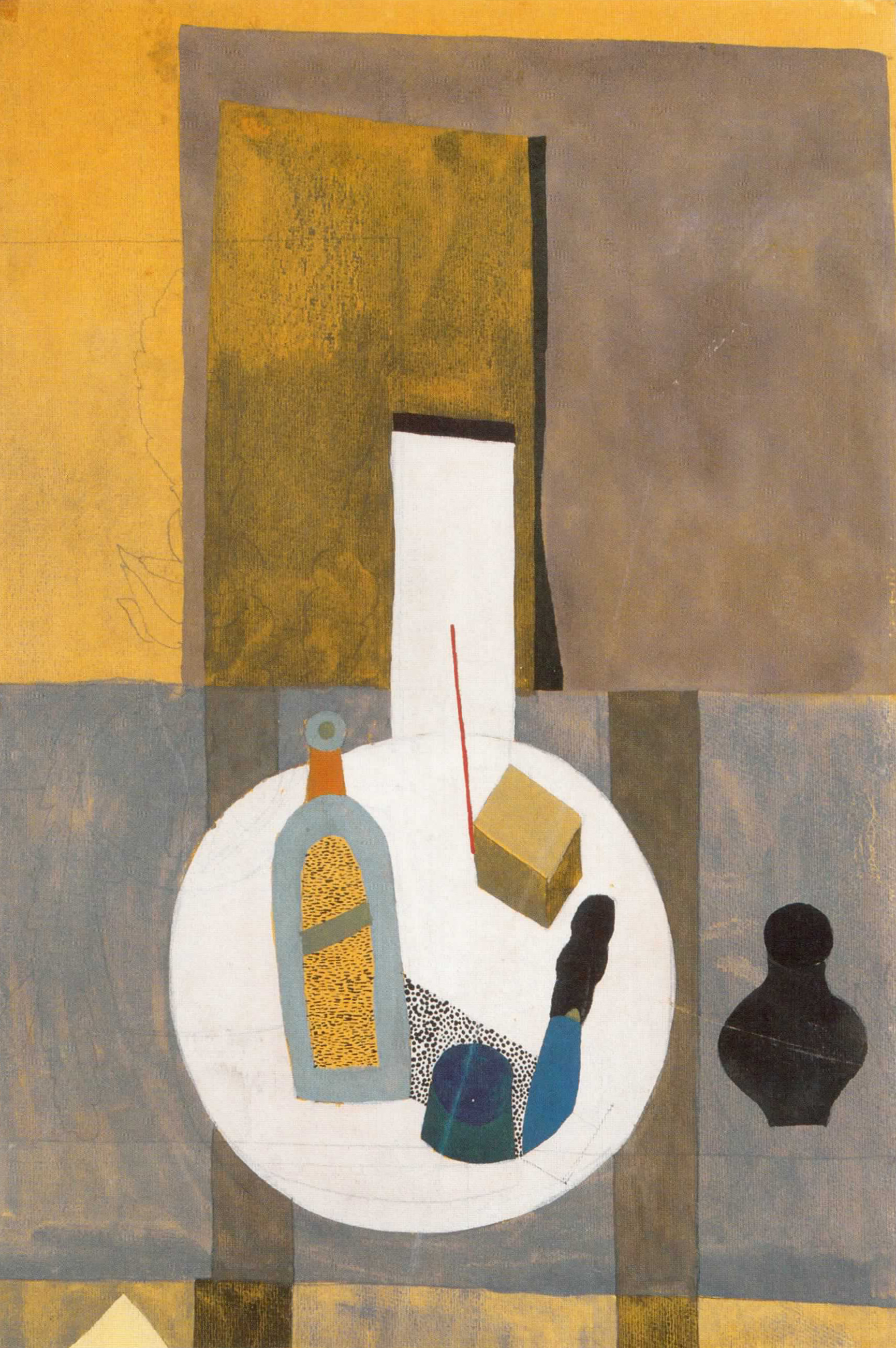
Nature morte sur une table rose, 1934, tempera, papier, 455 320 mm, collection privée

"Toutes ses natures mortes de 1934 utilisent les résultats de l'approche cubiste. Il transforme l'espace en avion. Le caractère autonome de l'image est si intime qu'au lieu d'une nature morte, c'est comme si on nous donnait un aperçu d'un monde hermétiquement fermé. Pourtant, son unité méthodiquement construite et compacte respire l'harmonie de l'existence vivante. Outre d'autres facteurs, cela est également dû à deux moments de la composition. L'un est le mode de représentation dans la vue, l'autre est la continuation involontaire dans l'imagination des plans qui forment le fond de l'image."

### Line Drawings, Picture Montages (1935-1937)

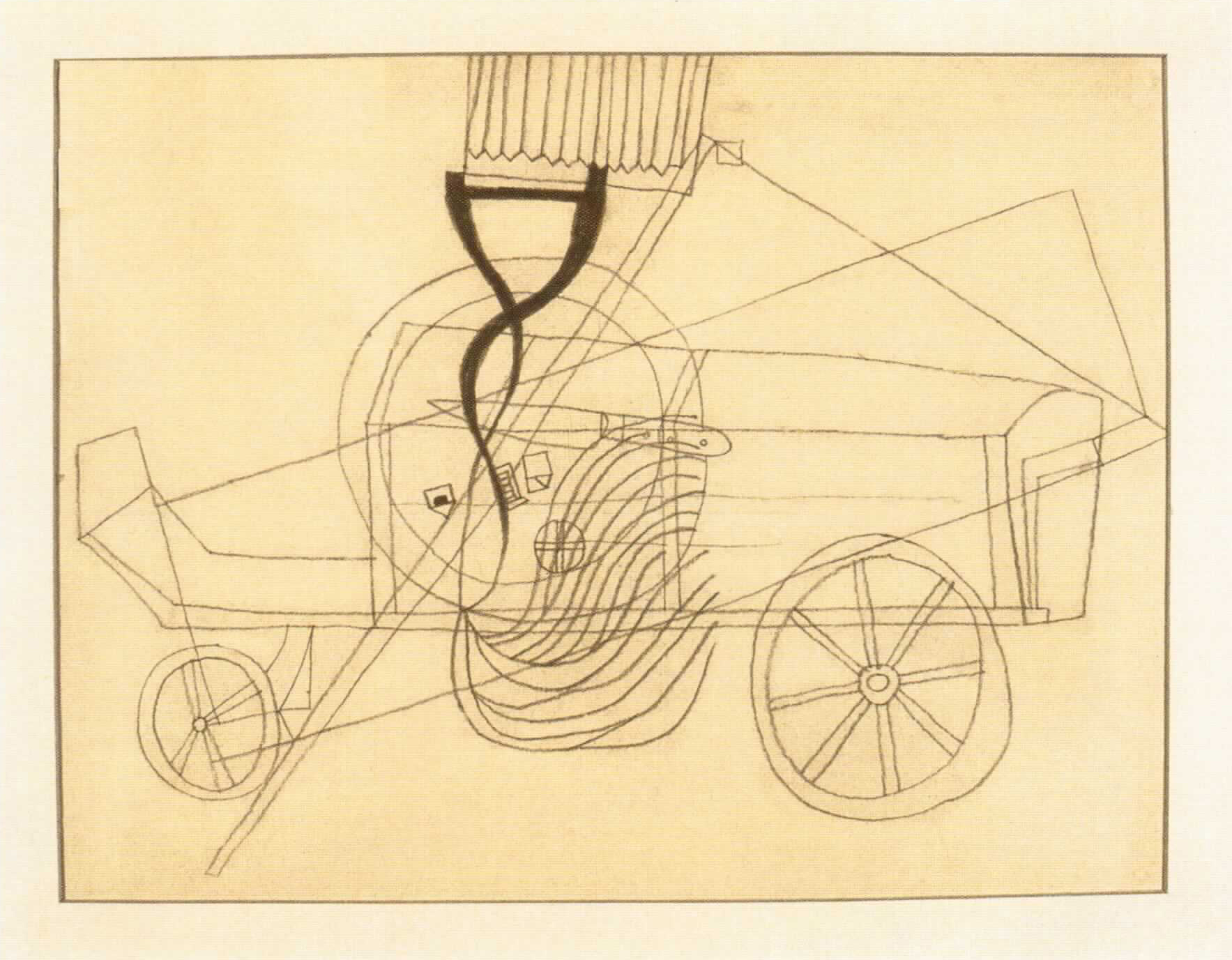
Nature morte avec une charrette, 1936, crayon, papier, 233 x 305 mm, Musée Ferenczy, Szentendre, Hongrie

De retour en Hongrie vers 1935, il commence à collecter des motifs à Szentendre et dans ses environs avec son ami Dezső Korniss. À côté des fenêtres, des façades de maison, des pierres tombales, des piliers de porte, il a dessiné une lampe à pétrole, une charrette de paysan ou une table sur laquelle se trouvent un couteau, une pomme et une miche de pain. Il ne s'intéresse pas tant aux origines des motifs qu'à ce qu'ils sont devenus, à la nouvelle signification qu'ils ont acquise dans un cadre de vie particulier. Il a d'abord dessiné les objets sur place, puis les a copiés les uns sur les autres. Parfois, il découpait les dessins et les collait ensemble pour en faire un montage. La plupart de ces images et dessins sont composés en cercle, et tous n'ont pas de fond spécifique.

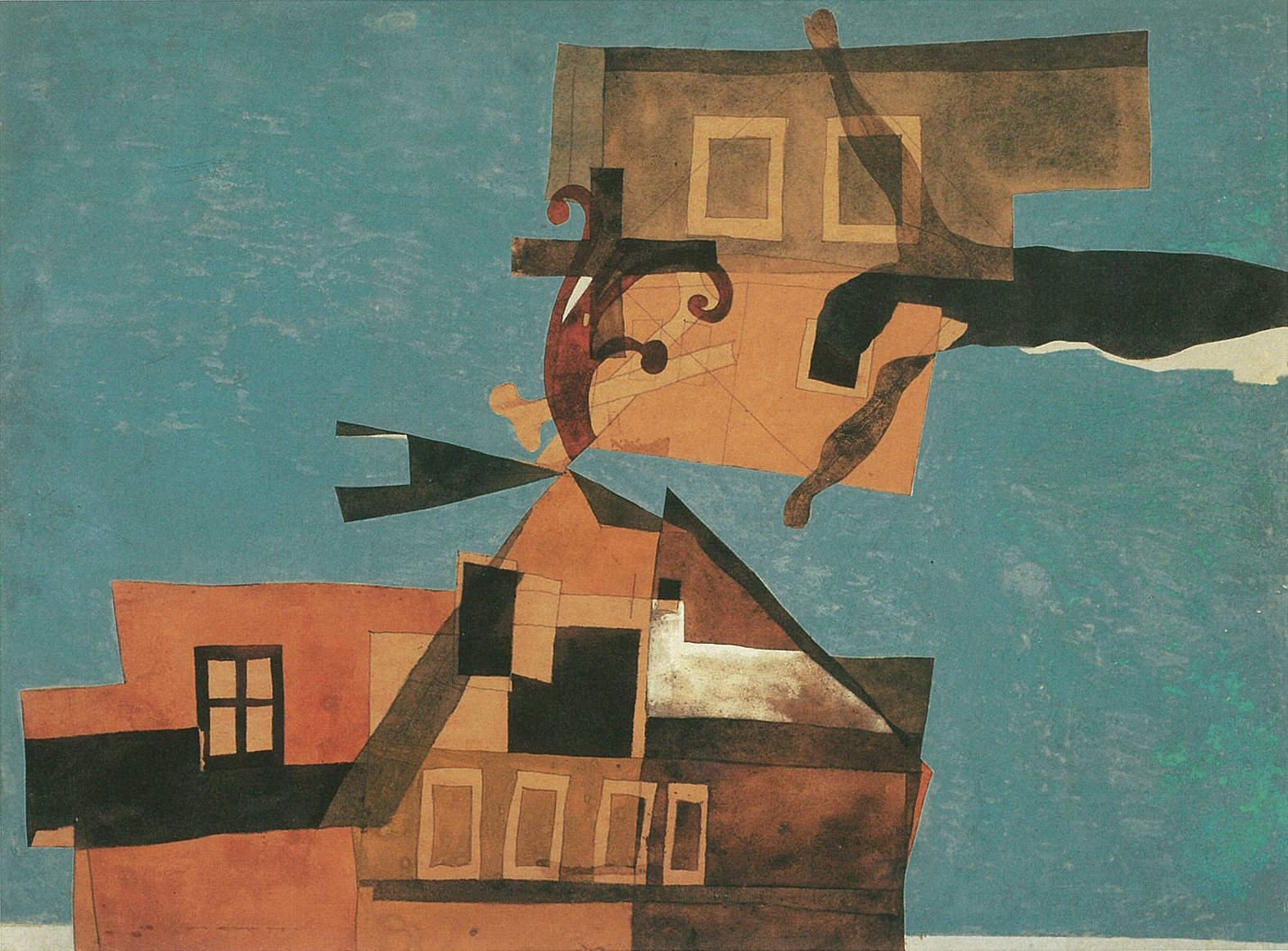
Maisons à Szentendre avec crucifix, 1937, collage à la détrempe, papier, 620 x 460 mm, Ferenczy Múzeum, Szentendre, Hongrie.

Dans une lettre adressée à sa future épouse, Julia Richter, Lajos Vajda décrit les ambitions de la période entre 1935 et 1937. "Nous préférons laisser de côté les sentiments (ce qui ne veut pas dire que nous bannissons les sentiments humains de l'image), et nous préférons mettre l'accent principalement sur la constructivité, sur la mise en forme spatiale de l'image, et donc nous cherchons les sujets qui correspondent à notre approche, c'est-à-dire ce qui ferme - une unité formellement propre, ronde. Des choses architecturales, géométriques, avec ou sans figures humaines. Le paysage est inorganique et donc inapproprié pour exprimer ce que nous avons à dire. J'ai maintenant expérimenté la façon dont différents objets provenant de différents environnements, assemblés sur un plan d'image, ont un effet (sémantique surréaliste constructive."
La "sémantique surréaliste constructive" citée dans la lettre, suggère que "Vajda "assemble" effectivement ses cahiers, les étirant sur le plan de l'image ou du dessin, les transformant en un système organique et organique". L'autre élément de la méthode, surréaliste, indique que les éléments individuels s'emboîtent non seulement en termes de structure, mais aussi en termes de rêve, d'associations libres d'images, d'associations.".
Ses motifs forment un arbre "dans un ordre organique, organique". Sa méthode de travail : il découpe, colle sur le tableau selon un système de son cru et peint ensuite ses dessins. Lors de ses tournées de collecte de motifs dans et autour de la ville, Vajda a utilisé la méthode constructive du montage surréalisme pour combiner des objets quotidiens et sacrés, simplifiés en signes, avec des motifs folkloriques, comme dans son tableau Maisons avec crucifix à Szentendre.
Sur la base des dessins de l'été, Korniss a développé les dessins dans l'atelier à l'huile et à la gouache, Vajda à la détrempe. Le 11 août 1936, Vajda écrit à Julia Richter, réchauffant son meilleur ami de l'époque, Béla Korniss. Né en 1908, dans la "Grande" Hongrie. Vajda d'origine juive hongroise, influencé par les Serbes. Koniss : né à Szeklerland. (...) Nos aspirations sont de développer un nouvel art spécifique à l'Europe centrale et orientale, basé sur les influences françaises et oprosiennes des deux grands centres culturels européens. La position géographique de la Hongrie en Europe la prédestine à être un lien entre l'Occident (art français) et l'Orient (art russe). Nous voulons souder ensemble ce qui est culturellement (dans l'art) l'expression artistique des deux types de personnes à ces deux pôles : nous voulons être un constructeur de ponts 

### Icônes (1936)

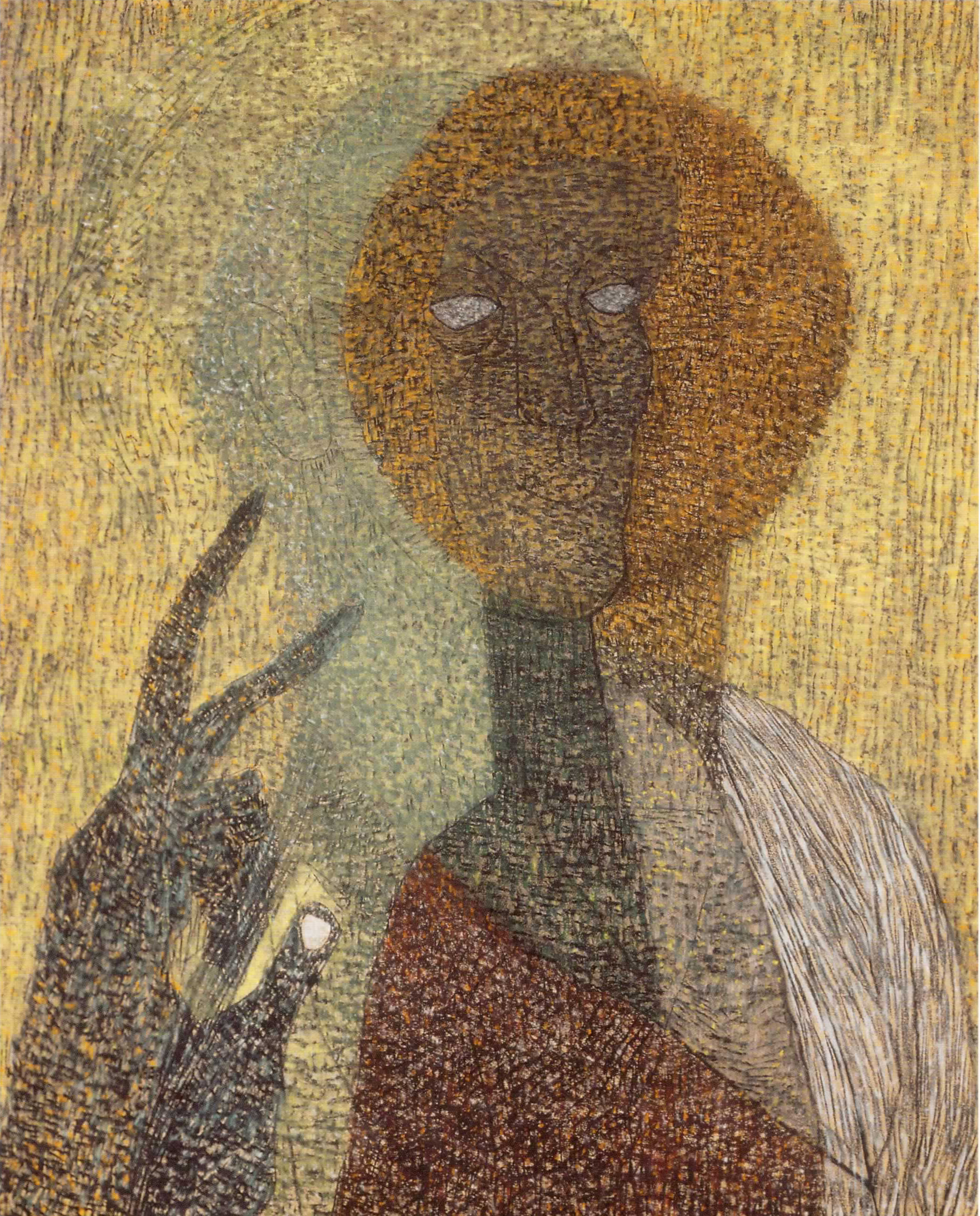
Autoportrait avec icône et main pointant vers le haut, 1936, pastel, charbon, papier, Fondation des arts Gábor Kovács, Budapest

À travers une série d'images iconiques, il tente de réconcilier l'individu et la communauté, les sphères mondaines et transcendantes. Portrait avec icône de maintien est l'œuvre majeure de l'artiste. (Le titre du tableau n'est pas donné par le peintre)
Dans l'image, nous voyons deux visages : un visage aux traits personnels et une tête sphérique : "L'intersection des deux visages peut créer une "nouvelle lecture", un "troisième" portrait : le "vrai visage", le visage de l'homme, qui est la somme des qualités et des caractéristiques de l'icône impersonnelle, universelle, divine, le visage de l'homme, la tête de la sphère auratique, qui est composée de l'arc de cercle de la tête, des yeux et du nez du portrait individuel, et qui est donc tournée vers la gauche. " ,.
"Cette triple image, formée d'une multitude de taches pastel au mouvement dynamique, permet de multiples interprétations : outre l'évidente triade individu-général-communauté, l'image individuelle peut être vue comme représentative du corps, l'icône comme représentative de l'esprit, et le visage résultant de la synthèse des deux comme représentatif de l'âme. Berdyaev, un chrétien orthodoxe russe, parle de l'icône comme de la relation de l'homme-Dieu qui émerge de la relation bidirectionnelle entre l'homme et Dieu. (...) Dans le portrait qui émergeait de l'interpénétration de l'imagerie humaine et divine, Vajda présentait le "vrai" autoportrait définitif de lui-même, le visage de l'artiste qui, par le pouvoir de l'art, pouvait entrer en relation avec Dieu, avec le monde transcendant au-delà du tangible."  

### Masques (1938)

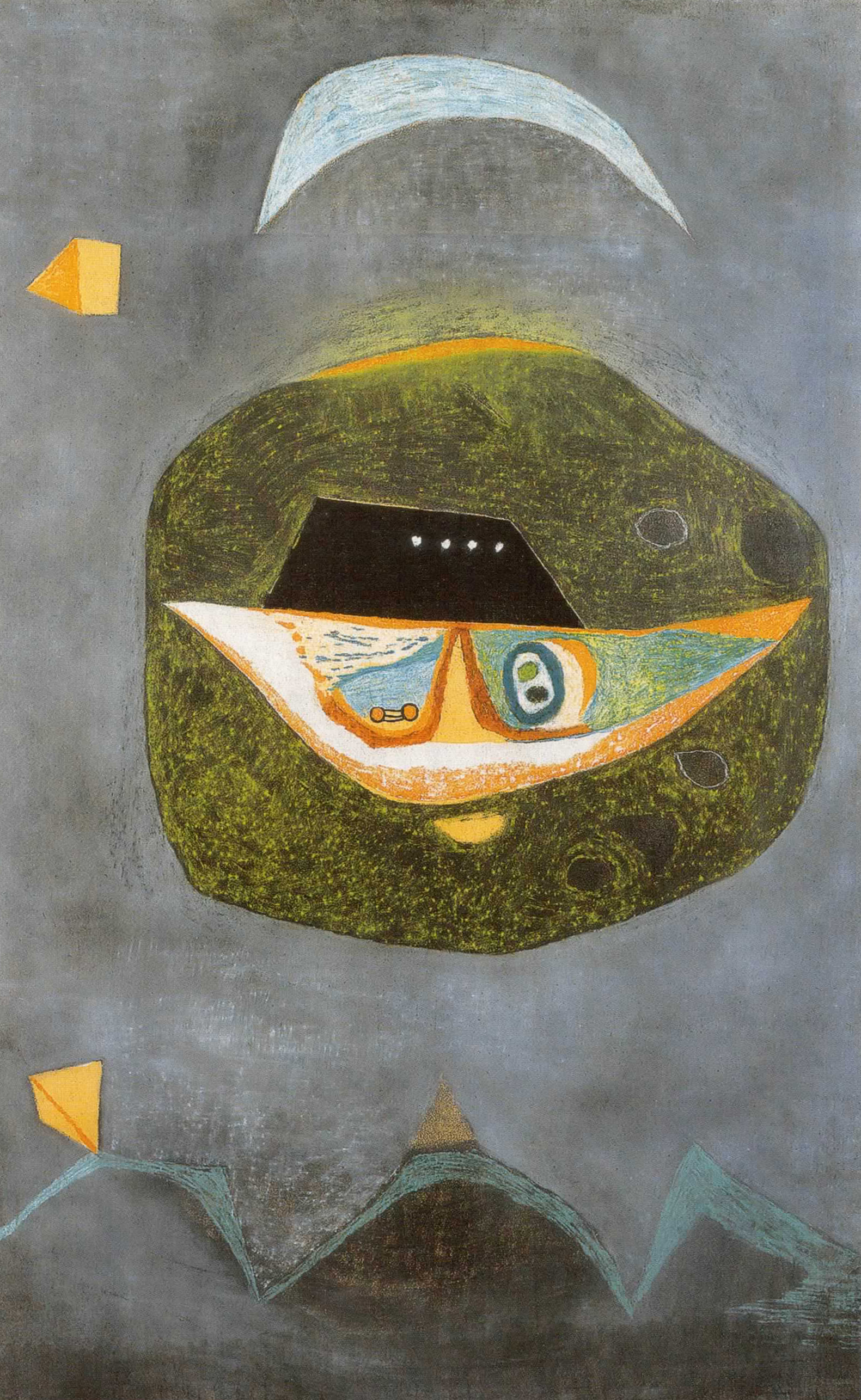
Masque avec lune, 1938, pastel, papier, 860 x 600 mm, galerie Szombathely, Hongrie.

Des nuages sombres à l'horizon. Mais la possibilité de synthèse s'estompe à l'ombre du fascisme et du stalinisme. Rejetant à la fois le fascisme et le stalinisme, Vajda s'est engagé sur la voie de la religiosité personnelle.
À partir de 1938, le paysage de Szentendre disparaît de son art. Sa place est prise par des paysages étranges, étrangers, avec des masques effrayants, parfois étranges, ou des créatures combinées à des masques. La plupart d'entre elles ont été réalisées au pastel, pour lesquelles Vajda a tiré parti des possibilités offertes par cette technique.
Plus tard, la nature des masques change, ne véhiculant plus des angoisses et des peurs, mais transportant le spectateur dans une autre dimension. Ils flottent tous les uns dans les autres, se transformant en une agitation onirique, mais ils projettent déjà la prochaine ère.

### Paysages et créatures imaginaires (1938-1939)

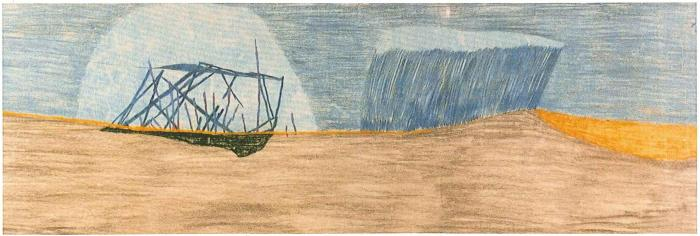
Paysage du Nord, 1938, pastel, charbon, papier, 290 x 880 mm, collection privée

"Ces œuvres de Vajda fperiodsemblent évoquer un âge préhistorique, ou peut-être plus encore un âge préhistorique uranien, où tout au plus quelques accessoires montrent les traces d'une civilisation d'antan. En regardant ces images, on a l'impression de voir les vestiges d'une fouille effectuée par les archéologues d'une civilisation autre que la culture humaine : des fragments gisant dans les sections de la fouille, mais sans clé visible, il n'y a aucun moyen de les interpréter correctement.
.

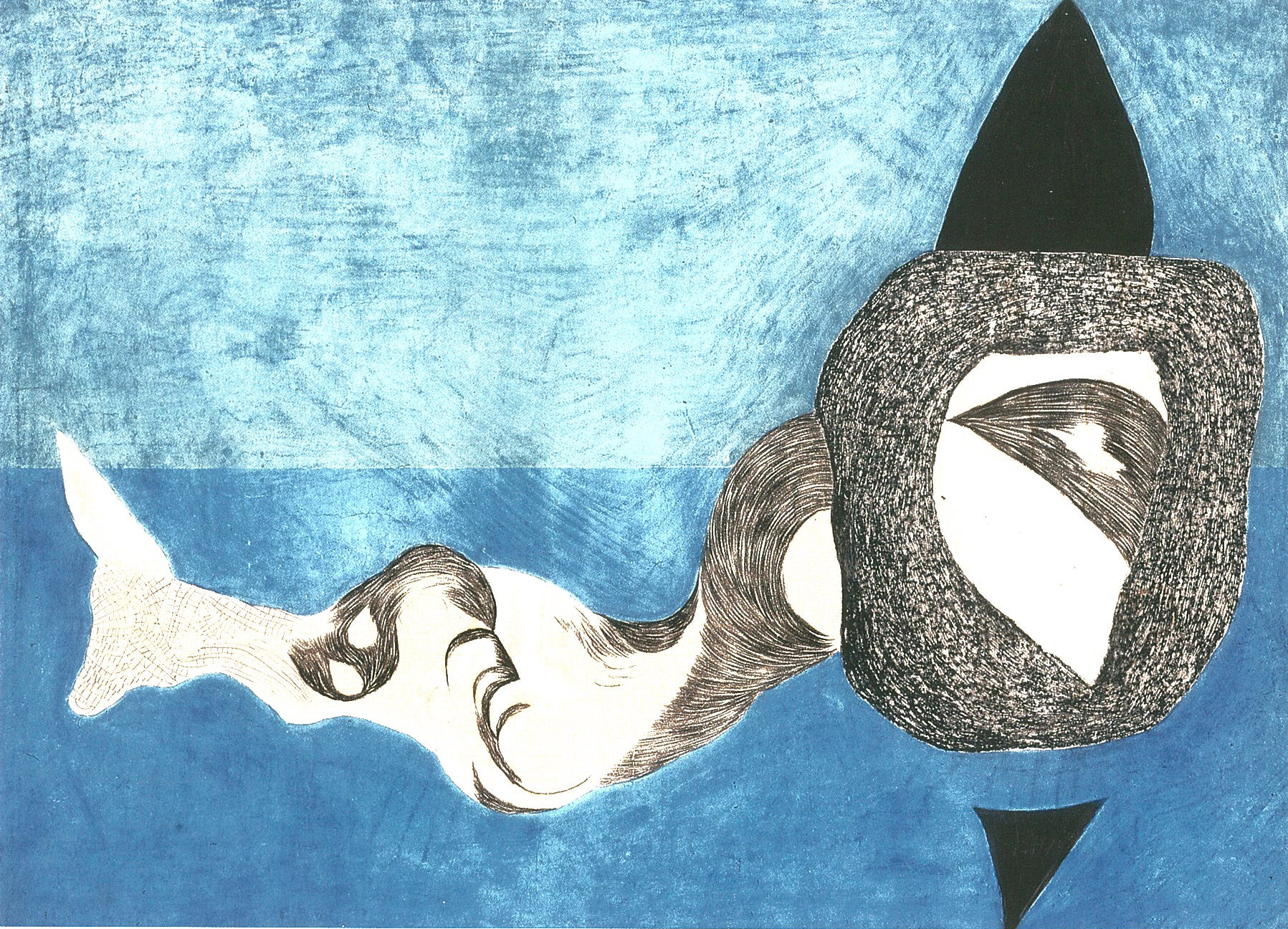
Monstre dans l'espace bleu, 1939, pastel, crayon, peinture à l'eau, papier, Janus Pannonius Múzeum, Pécs, Hongrie

Cette évocation d'un monde sans homme n'est pas totalement inconnue dans l'art de cette période. Le plan, divisé en surfaces froides bleues et brunes, n'est séparé que par des formes ressemblant à des icebergs et à un naufrage. Personne depuis Caspar David Friedrich, l'un des plus grands représentants du romantisme allemand, n'a su transmettre avec autant de sensibilité la fragilité de l'existence humaine, confrontée à l'immensité de l'espace, au vide et à l'illimité de la nature, et à la vulnérabilité de la nature humaine." 

### Dessins au fusain de la dernière année (1940)
.

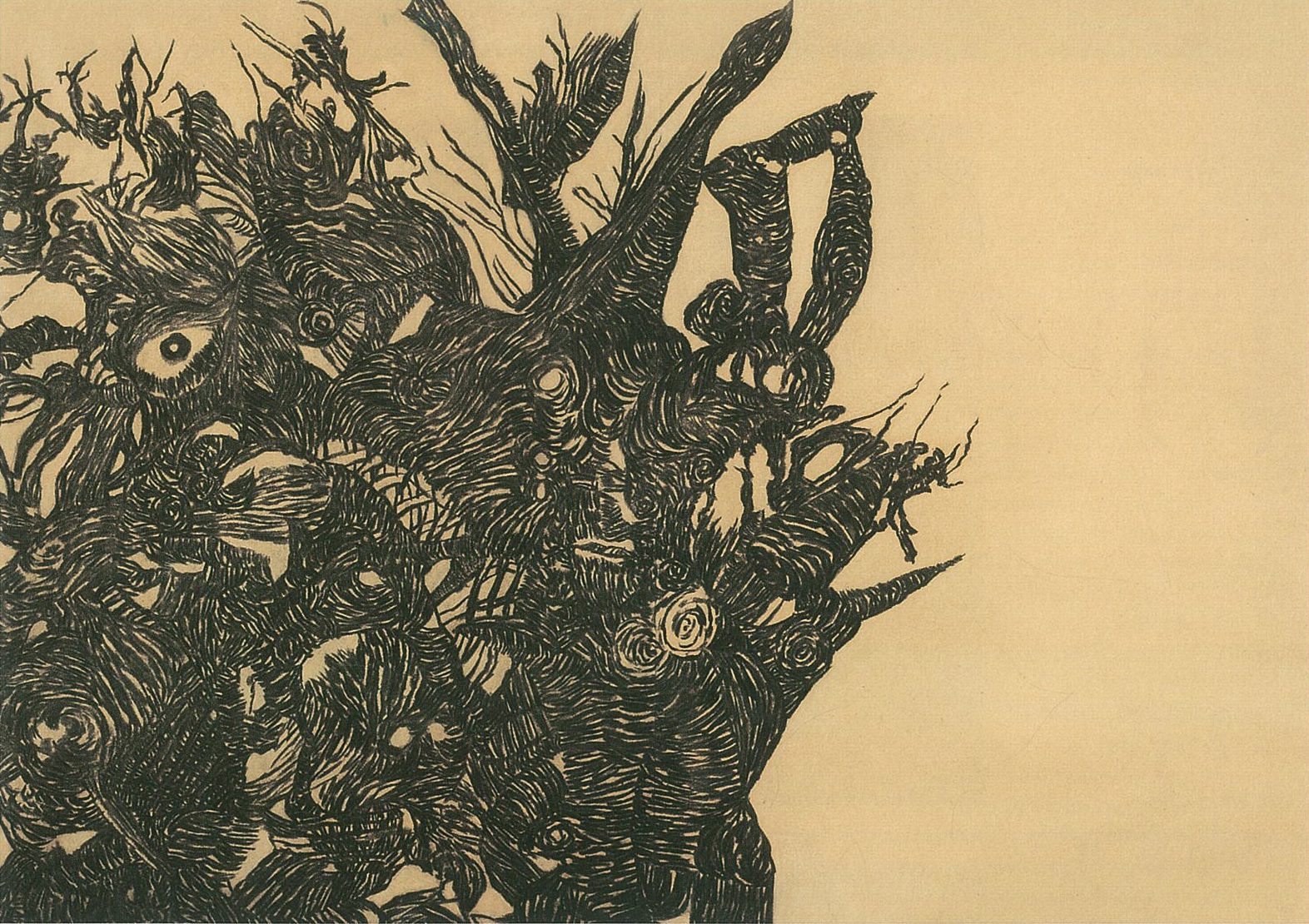
Végétation ancienne, 1940, charbon, papier, 900 x 1260 mm, Musée Ferenczy, Szentendre, Hongrie

Vajda travaille tout au long de l'été 1940, malgré l'aggravation de sa maladie, mais il soupçonne que son voyage touche à sa fin.
Les formes impeccables, gravées au fusain, aujourd'hui jaunies jusqu'à l'os, qui surgissent sur de grandes feuilles de papier d'emballage, ont le poids d'une vision. Ces formes flamboyantes et papillonnantes pénètrent dans l'auberge avec l'insistance d'une image rémanente regardant le soleil, dégageant un malaise et une anxiété extatique. Il y avait toutes les raisons de cette anxiété.
D'une part, il y a le destin personnel de Vajda lui-même : sa lutte de plus en plus désespérée avec sa maladie, avec l'ombre d'une personne non désirée mais à moitié morte. D'autre part, la réalité actuelle de la guerre mondiale, qui aux yeux de Vajdas (et de nombreux autres artistes européens) devient la tragédie d'une culture fondée sur des valeurs humanistes et des traditions culturelles.

## Expositions individuelles
- 1937 Exposition dans le studio [26].
- 1940 Exposition d'atelier [27].
- 1943  'Vajda Lajos festőművész emlékkiállítása (Exposition commémorative de Lajos Vajda), Alkotás Művészház, octobre 1943, Budapest. Introduction au catalogue par Ernő Kállai Ernő Kállai Conservateur : Béla Fekete
- 1946 Az Európai Iskola 26. kiállítása. Vajda Lajos képei. 1947. szeptember 28--október 12 (La 26e exposition de l'École européenne de peinture de Lajos Vajda, du 28 septembre au 12 octobre), Budapest, catalogue d'Árpád Mezei. Commissaire d'exposition : Pál Kiss
- 1962 Galerie Lambert, Paris[28].
- 1966 Vajda Lajos emlékkiállítása (Exposition rétrospective commémorative), Szentendre, musée Ferenczy Károly, sous la direction de Krisztina Passuth.
- 1968 1968 Lajos Vajda Exposition, Galerie P. Facchetti, Párizs, 1968
- 1969 Vajda Lajos emlékkiállítás ( Exposition commémorative de Lajos Vajda), Székesfehérvár, Szt. István Király Múzeum, Du 14 septembre au 2 novembre, Curateurs : Éva Körner et Márta Kovalovszky
- 1973 Lajos Vajda, Catalogue de la galerie Paul Fachetti, Zürich, catalogue de Jeanne Facchetti
- 1978 Vajda Lajos Emlékkiállítása. Magyar Nemzeti Galéria, 1978. július-szeptember (L'exposition commémorative de Lajos Vajda à la Galerie nationale hongroise, 1978 Juillet-Septembre ), Budapest, (Conservateur et auteur du catalogue : Lenke Haulisch.)
- 1983 Vajda Lajos (1908-1941) emlékkiállítás Lajos Vajda /1908-1941/ Memorial Exhibition), Zalaegerszeg, Catalogage et commissariat : Péter György, Gábor Pataki, József Sárkány & avec une stufy de Árpád Mezei.
- 2001 Vajda Lajos: rejtett kincsek IX. : a pécsi Művészetek Háza kiállítás-sorozata : Vajda Lajos művei egy magángyűjteményből (Lajos Vajda : Trésors cachés IX : Série d'expositions de la Maison des Arts de Pécs : Les œuvres de Lajos Vajda provenant d'une collection privée) Présenté par Gábor Pataki
- 2006, Conditio humana : Vajda Lajos önarcképei : Lajos Vajda - Selbstbildnisse : Lajos Vajda - Self-Portraits, Musée juif, Budapest, 23 mai - 7 juillet 2006 Dommuseum, Wien, 2 août - 15 septembre 2006 /Exposition organisée par Anna Gábor et Miklós Éber) Catalogue de Miklós Éber
- 2008 Vajda Lajos (1908-1941) kiállítása az MNG és az Erdész Galéria közös rendezésében (Lajos Vajda /1908-1941/ l'exposition conjointe de la galerie nationale hongroise et de la galerie Révész de Szentendre), Budapest 12 décembre au 22 février 2009, Curateurs : Gábor Pataki et Mariann Gergely *2009 Touch of depths (Lajos Vajda), Hungarian Cultural Centre, Brussels, ed. by György Petőcz ; foreword by Greta Van Broeckhoven, Paul Huvenne ; texts by Endre Bálint [et al.] ; comments ... by Gábor Biró [et al.] ;
- 2018  Világok között /Vajda Lajos, (Parmi les mondes/ L'art de Lajos Vajda), Ferenczy Múzeum, Szentendre du 11 novembre 2018 au 31 mars 2019

## Expositions collectives
- 1948 Az Európai Iskola 32. kiállítása. "Elődeink", (La 32e exposition de l'École européenne. "Nos ancêtres") Budapest, Auteur et conservateur du catalogue : Pál Kiss
- 1958 Peintres Hongrois, Lajos Vajda, Lajos Szabó, André Bálint, Attila Kotányi, Lyubomir Szabó, Palais des Beaux-Arts de Bruxelles
- 1967 Twentieth Century Hungarian Art, The Arts Council of Great Britain  at the Royal Institute Gallery, London, catalogue by István Genthon